# ليلى مراد
ليلى مراد (17 فبراير 1918 - 21 نوفمبر 1995)، مغنية وممثلة مصرية، وأسمها الأصلي ليليان زكي إبراهيم مراد مردخاي، تعدّ من أبرز المغنيات والممثلات في الوطن العربي في القرن العشرين. ولدت لعائلة يهودية مصرية اشتهرت بوطنيتها عام 1918 في حي الظاهر في القاهرة، ثم غيرت اسمها لاحقًا إلى ليلى مراد كإسم مسرح. تزوجت ليلى ثلاث مرات وطلقت ثلاث مرات، تزوجت أنور وجدي وأشهرت إسلامها في الأزهر. ثم تزوجت فطين عبد الوهاب وأنجبت منه ابنها زكي فطين عبد الوهاب. توفيت عام 1995.

## نشأتها وحياتها
ولدت في القاهرة لأسرة مصرية يهودية وكان اسمها «ليليان» والدها هو المغني والملحن زكي مراد الذي قام بأداء أوبريت العشرة الطيبة الذي لحنه الموسيقار سيد درويش، وأمها جميلة إبراهيم روشو يهودية مصرية وهي ابنة متعهد الحفلات إبراهيم روشو. سافر والدها ليبحث عن عمل بالخارج وانقطعت أخباره لسنوات، اضطرت فيها للدراسة بالقسم المجاني برهبانية (نوتردام ديزابوتر - الزيتون)، وتعرضت أسرتها للطرد من المنزل بعد نفاذ أموالهم وتخرجت بعد ذلك من هذه المدرسة . بدأت مشوارها مع الغناء في سن الرابعة عشر حيث تعلمت على يد والدها زكي مراد والملحن المعروف داود حسني، وبدأت بالغناء في الحفلات الخاصة ثم الحفلات العامة، ثم تقدمت للإذاعة كمطربة عام 1934 ونجحت، بعدها سجلت إسطوانات بصوتها، عام 1937 وقفت أمام الموسيقار محمد عبد الوهاب والمخرج محمد كريم في فيلم (يحيا الحب)، وكانت غيرت اسمها إلى ليلى مراد، ورغم آدائها التمثيلي الضعيف إلا أنها جذبت أنظار عميد المسرح العربي يوسف وهبي لتقدم معه فيلمها الثاني (ليلة ممطرة) نهاية عام 1939.

### الغناء
لما أنشئت دار الإذاعة المصرية تعاقدت معها على الغناء مرة كل أسبوع، وكانت أولى الحفلات الغنائية التي قدمتها الإذاعة في 6 يوليو عام 1934 غنت فيها موشح (يا غزالاً زان عينه الكحل)، ثم انقطعت عن حفلات الإذاعة بسبب انشغالها بالسينما ثم عادت إليها مرة أخرى عام 1947 حيث غنت أغنية (أنا قلبي دليلي). غنت ليلى مراد حوالي 1200 أغنية، ولحن لها كبار الملحنين من أمثال : محمد فوزي، محمد عبد الوهاب، منير مراد، رياض السنباطي، زكريا أحمد والقصبجي.

## التمثيل

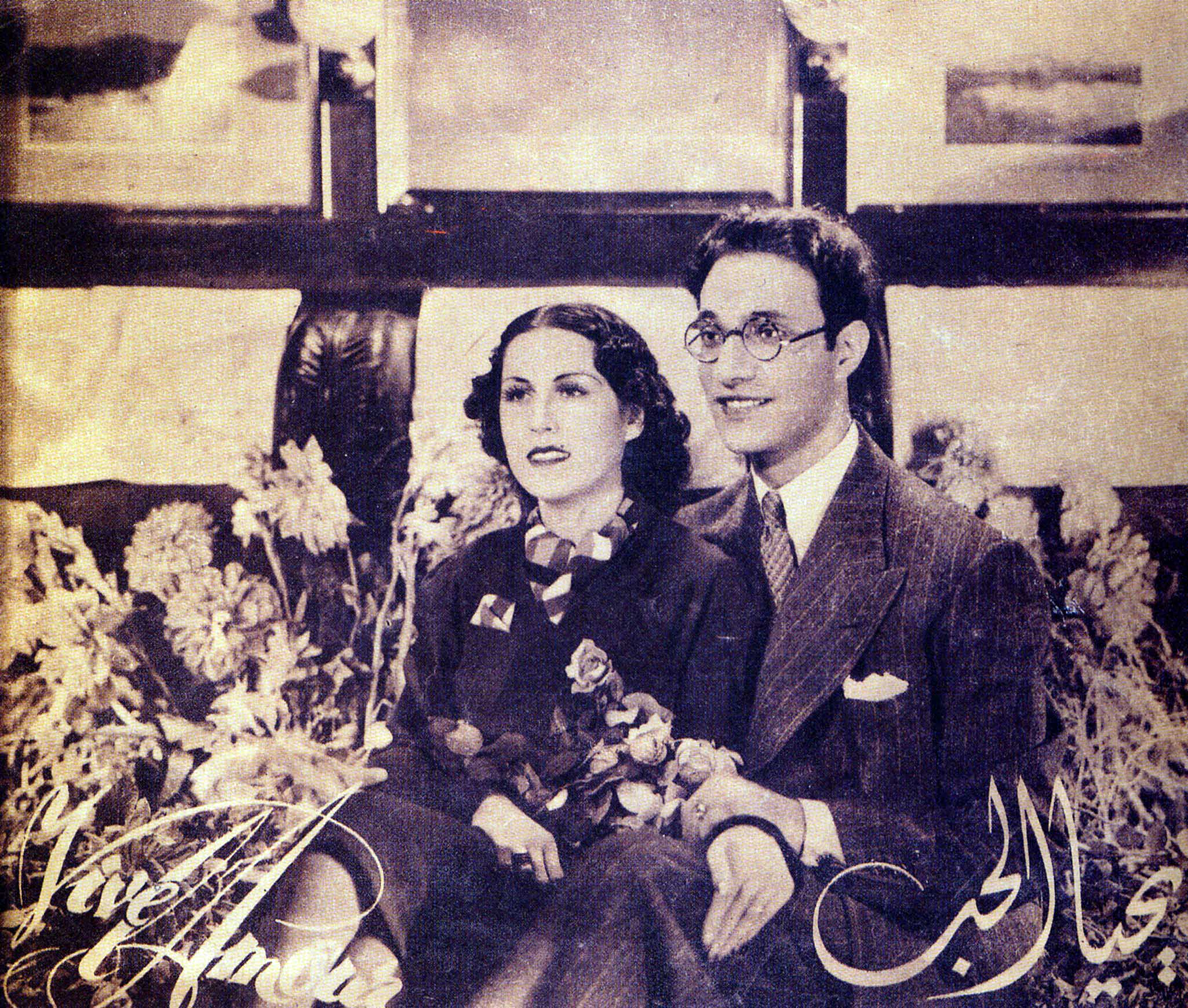
مُلصق فيلم يحيا الحب من سنة
1938م، يظهر فيه كُلٌ من محمد عبد الوهاب وليلى مُراد.

ظهرت ليلى مراد أولاً مغنية فقط في النسخة الناطقة من فيلم الضحايا عام 1935، ثم مثلت للسينما 27 فيلمًا كان أولها فيلم (يحيا الحب) مع الموسيقار (محمد عبد الوهاب) عام 1937، وكان آخر أفلامها في السينما (الحبيب المجهول) عام 1955 مع حسين صدقي واعتزلت بعدها التمثيل واستمرت لفترة ما مغنية في الإذاعة.

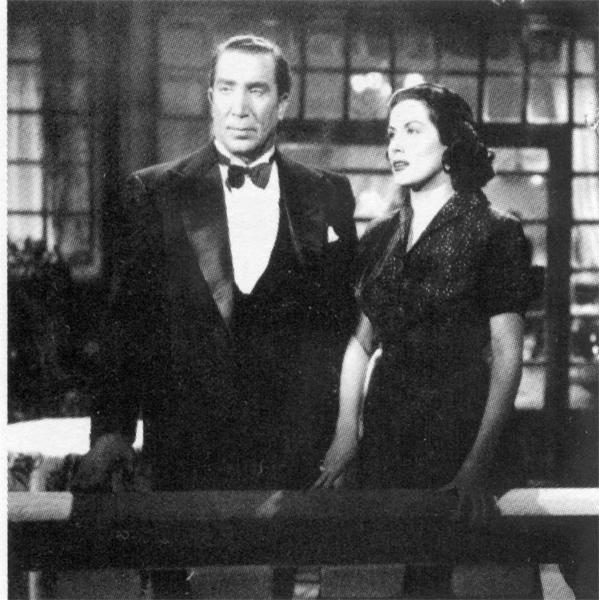
ليلى مراد مع الممثل يوسف وهبي

يُلاحظ أن المخرج توجو مزراحي هو أكثر من تعاملت معه في المرحلة الأولى من عمرها السينمائي، حيث أخرج لها خمسة أفلام متتالية (ما بين 1939-1944) في حين أن أكثر من تعاملت معه لاحقاً هو زوجها أنور وجدي الذي أخرج لها سبعة أفلام (ما بين 1945-1953)، وهنري بركات الذي أخرج ثلاثة أفلام (ما بين 1950-1952).

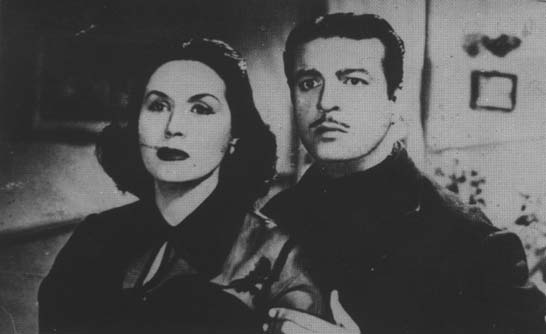
ليلى مراد مع أنور وجدي في فيلم حبيب الروح

هذه قائمة الأفلام السبعة والعشرين التي قامت ببطولتها:

| اسم الفيلم        | تاريخ العرض    | المخرج         |
| ----------------- | -------------- | -------------- |
| يحيا الحب         | 24 يناير 1938  | محمد كريم      |
| في ليلة ممطرة     | 12 أكتوبر 1939 | توجو مزراحي    |
| ليلى بنت الريف    | 2 يناير 1941   | توجو مزراحي    |
| ليلى بنت مدارس    | 16 أكتوبر 1941 | توجو مزراحي    |
| ليلى              | 2 أبريل 1942   | توجو مزراحي    |
| ليلى في الظلام    | 24 فبراير 1944 | توجو مزراحي    |
| شهداء الغرام      | 19 أكتوبر 1944 | كمال سليم      |
| ليلى بنت الفقراء  | 5 نوفمبر 1945  | أنور وجدي      |
| الماضي المجهول    | 8 أبريل 1946   | أحمد سالم      |
| ليلى بنت الأغنياء | 28 أكتوبر 1946 | أنور وجدي      |
| ضربة القدر        | 13 يناير 1947  | يوسف وهبي      |
| خاتم سليمان       | 17 فبراير 1947 | حسن رمزي       |
| شادية الوادي      | 7 أبريل 1947   | يوسف وهبي      |
| قلبي دليلي        | 6 أكتوبر 1947  | أنور وجدي      |
| الهوى والشباب     | 5 يناير 1948   | نيازي مصطفى    |
| عنبر              | 1 نوفمبر 1948  | أنور وجدي      |
| المجنونة          | 31 يناير 1949  | حلمي رفلة      |
| غزل البنات        | 22 سبتمبر 1949 | أنور وجدي      |
| شاطئ الغرام       | 20 فبراير 1950 | هنري بركات     |
| آدم وحواء         | 7 مايو 1951    | حسين صدقي      |
| حبيب الروح        | 8 أكتوبر 1951  | أنور وجدي      |
| ورد الغرام        | 10 ديسمبر 1951 | هنري بركات     |
| من القلب للقلب    | 26 فبراير 1952 | هنري بركات     |
| سيدة القطار       | 28 أغسطس 1952  | يوسف شاهين     |
| بنت الأكابر       | 9 فبراير 1953  | أنور وجدي      |
| الحياة الحب       | 5 أبريل 1954   | سيف الدين شوكت |
| الحبيب المجهول    | 23 مايو 1955   | حسن الصيفي     |

## ثنائيات
رغم أن ليلى مراد التقت مع عدد كبير من النجوم طوال مسيرتها السينمائية، مثل محمد عبد الوهاب، وإبراهيم حمودة، وأحمد سالم، ومحمد فوزي، ويحيى شاهين، لكنها التقت ببعض النجوم بشكل أكبر من غيرهم، وشكلت معهم ثنائيات فنية، وهم:

### أنور وجدي
التقى مع أنور وجدي ممثلاً في 11 فيلماً بين عامي 1941-1953. الأفلام الثلاثة الأولى لم تكن من إخراجه، وهي: ليلى بنت الريف (1941)، وشهداء الغرام، وليلى في الظلام (1944). أما باقي الأفلام فكلها من إخراجه عدا فيلم «الهوى والشباب»، وهذه الأفلام هي: ليلى بنت الفقراء (1945)، وليلى بنت الأغنياء (1946)، وقلبي دليلي (1947)، عنبر، والهوى والشباب (1948)، وغزل البنات (1949)، وحبيب الروح (1951)، وبنت الأكابر (1953).

ليلي مراد بجانب يوسف وهبي في فيلم غزل البنات.

### يوسف وهبي
التقت ليلى مراد مع يوسف وهبي في سبعة أفلام ما بين عامي 1939-1951، بعضها من إخراجه، وهذه الأفلام هي: في ليلة ممطرة (1939)، وليلى بنت مدارس، وليلى بنت الريف (1941)، وضربة القدر، وشادية الوادي (1947)، وغزل البنات (1949)، وحبيب الروح (1951).

### حسين صدقي
التقت ليلى مراد مع حسين صدقي في خمسة أفلام، بينها فيلم واحد من إخراجه وهو «آدم وحواء». وهذه الأفلام هي: ليلى (1942)، وليلى في الظلام (1944)، وشاطئ الغرام (1950)، وآدم وحواء (1951)، والحبيب المجهول (1955).

## إسلامها والشائعات

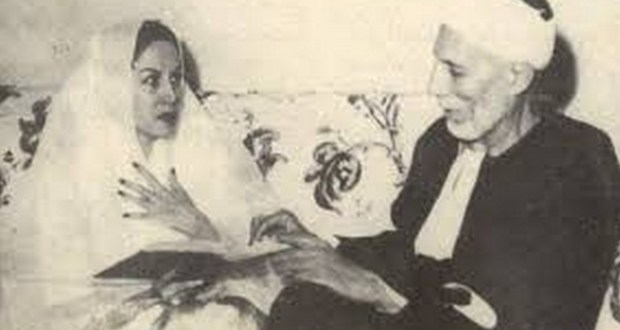
إسلام ليلى مراد

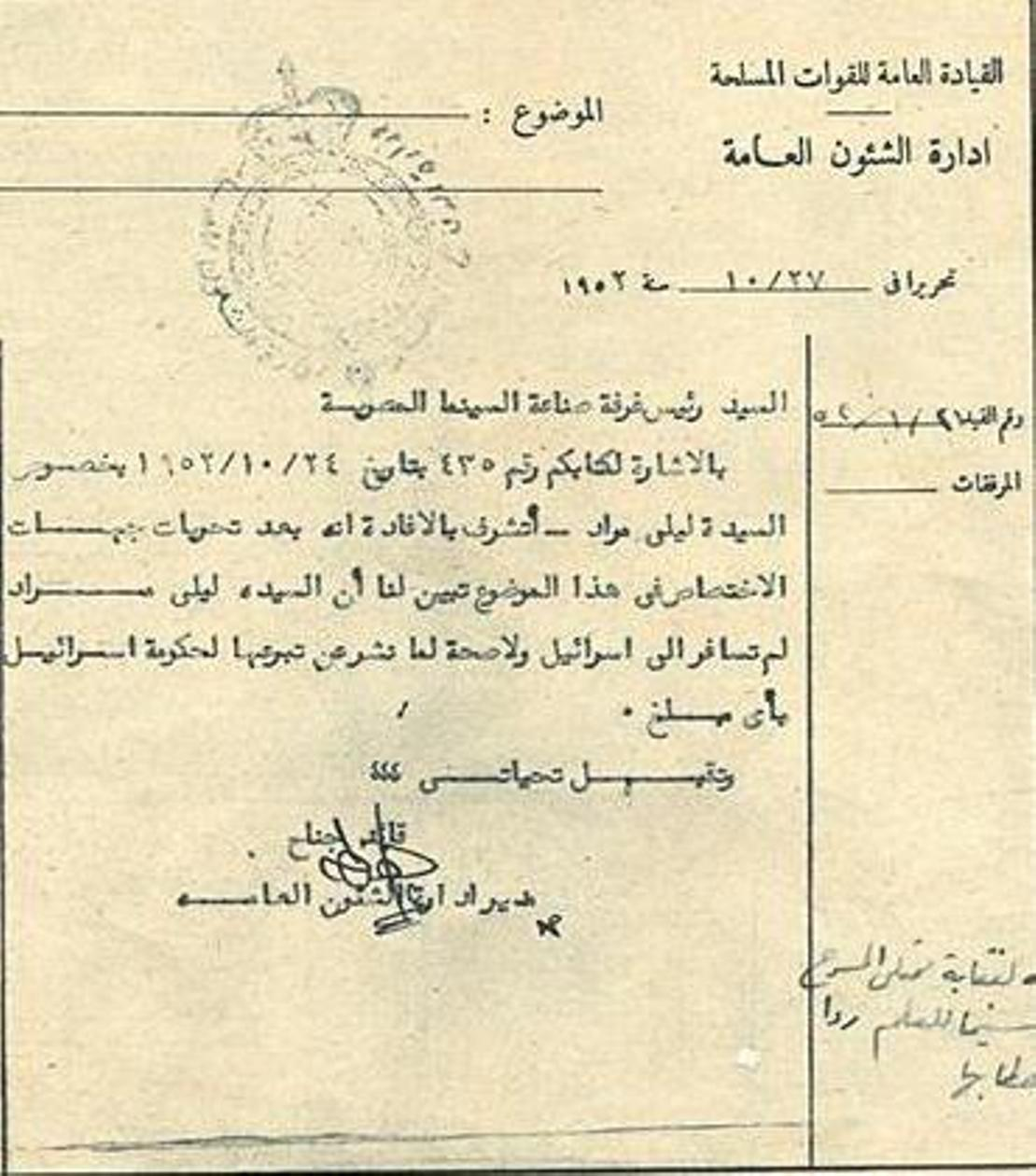
خطاب ينفي علاقة ليلى مراد بإسرائيل من القيادة العامة للقوات المسلحة بتاريخ أكتوبر 1952

كانت ليلي مراد يهودية وقد أعلنت إسلامها عام 1946 وذلك فترة أوائل شهر رمضان من ذاك العام، وأشهرت أسلامها في مشيخة الأزهر أمام الشيخ محمود أبو العيون، واستمرت على الدين الإسلامي إلى أن توفت عام 1995.

## زواجها
تزوجت أنور وجدي أثناء مشاركتهم سويا في فيلم (ليلى بنت الفقراء) الذي تولّى إخراجه أنور وجدي، واستمر زواجهم قرابة 8 سنوات ثم سرعان ما انفصلا بالطلاق، ثم تزوجت من وجيه أباظة سراً بسبب ممانعة عائلته العريقة، وأنجبت منه ابنها أشرف ثم تزوجت فطين عبد الوهاب الذي أنجبت منه ولدها زكي.

## وفاتها وتكريمها
- فارقت الحياة في 21 نوفمبر 1995

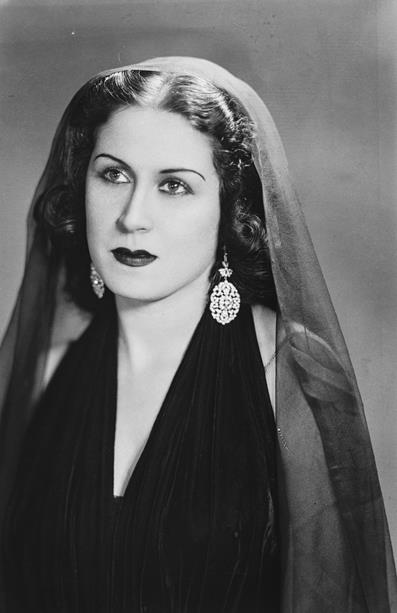
ليلي مراد.

- كرمت في مهرجان القاهرة السينمائي الدولي في دورة 1998 بمنحها شهادة تقدير تسلمتها عنها الفنانة ليلى علوي
- في عام 2007 قام فريق عمل فيلم في شقة مصر الجديدة بإهداء الفيلم إلى ليلى مراد من خلال عبارة ظهرت في نهاية الفيلم «إهداء إلى ليلى مراد .... صوت الحب لكل الأجيال»
- أنتج مسلسلا بعنوان أنا قلبي دليلي، المسمى على اسم إحدى أشهر أغانيها، عام 2009 حول حياتها ليعرض خلال شهر رمضان من نفس السنة وأدت دورها الممثلة صفاء سلطان.
- أدت شخصيتها سنة 2006 في مسلسل السندريلا الممثلة هيام طعمة.
- وظهرت ممثلة أدت شخصيتها في مسلسل الشحرورة سنة 2012.

## وصلات خارجية
- ليلى مراد على موقع IMDb (الإنجليزية)
- ليلى مراد على موقع الدهليز
- ليلى مراد على موقع قاعدة بيانات الأفلام العربية
- ليلى مراد على موقع ميوزك برينز (الإنجليزية)
- ليلى مراد على موقع أول ميوزيك (الإنجليزية)
- ليلى مراد على موقع ديسكوغز (الإنجليزية)
- ليلى مراد على موقع قاعدة بيانات الفيلم (الإنجليزية)